# Лещинек
Лещинек (пол. Leszczynek) — село в Польщі, у гміні Кутно Кутновського повіту Лодзинського воєводства.
Населення — 425 осіб (2011).
У 1975-1998 роках село належало до Плоцького воєводства.

## Демографія
Демографічна структура станом на 31 березня 2011 року:
|          | Загалом | Допрацездатний вік | Працездатний вік | Постпрацездатний вік |
| -------- | ------- | ------------------ | ---------------- | -------------------- |
| Чоловіки | 210     | 40                 | 147              | 23                   |
| Жінки    | 215     | 36                 | 134              | 45                   |
| Разом    | 425     | 76                 | 281              | 68                   |